# Amphineurus submolophilinus
Amphineurus submolophilinus är en tvåvingeart som beskrevs av Alexander 1923. Amphineurus submolophilinus ingår i släktet Amphineurus och familjen småharkrankar. Inga underarter finns listade i Catalogue of Life.